# Nomalikkojärvi
Nomalikkojärvi är en sjö i Finland. Den ligger i kommunen Rovaniemi i landskapet Lappland, i den norra delen av landet, 700 km norr om huvudstaden Helsingfors. Nomalikkojärvi ligger 128,9 meter över havet. Arean är 23,3 hektar och strandlinjen är 2,68 kilometer lång. Sjön  ingår i Kemi älvs huvudavrinningsområde. 